# Lijst van vlaggen van Papoea-Nieuw-Guinea
Dit is een lijst van vlaggen van Papoea-Nieuw-Guinea.

## Nationale vlag (perFIAV-codering)
|          | Civiele vlag | Staatsvlag | Oorlogsvlag |
| -------- | ------------ | ---------- | ----------- |
| Te land  | · ?          | · ?        | · ?         |
| Te water | · ?          | · ?        | · ?         |

## Vlaggen van bestuurders
| Vlag | Periode    | Functie                                                  | Beschrijving |
| ---- | ---------- | -------------------------------------------------------- | --- |
|      | 1975-heden | Vlag van de gouverneur-generaal van Papoea-Nieuw-Guinea. | Een donkerblauw veld met een St. Edward's kroon met daarboven een leeuw met de naam "PAPUA NEW GUINEA" op een rol eronder. |